# Латеранский дворец
Латера́нский дворе́ц (лат. Palatium Lateranense, итал. Palazzo del Laterano) — дворец в Риме, служивший с IV до начала XIV века (до так называемого авиньонского пленения пап) резиденцией римских пап. Латеранские соборы — соборы католической церкви, собиравшиеся в разное время в базилике Латерана. Некоторые из этих соборов считаются Вселенскими. От наименования местности — Латеранского холма — получила название Латеранская базилика, имеющая титул кафедрального собора, одна из «четырёх великих базилик» Рима.
Дворец расположен на Латеранском холме (лат. Lateranus Mons) в юго-восточной части города вне стен античного Рима. Латеран не входит в число семи холмов (Авентин, Виминал, Капитолий, Квиринал, Палатин, Эсквилин и Целий), на которых вырос древний Рим. Название «Латеран» происходит от фамильного имени в родах Секстиев, Ювентиев и Плавтиев. При императоре Нероне земли Плавтиев Латеранов после обвинении семейства в заговоре против императора были конфискованы в пользу казны. На Латеранском холме находилась найденная на римском Форуме бронзовая конная статуя императора Марка Аврелия, она украшала соседнюю виллу деда и матери императора Константина. Позднее, в 1538 году, посчитав статую изображением самого Константина, по распоряжению папы Павла III её установили на Капитолии.
В 312 году император Константин с целью поддержания христианства в Риме подарил дворец Плавтиев Латеранов, находившийся в его собственности, римскому епископу. Тогда же император во исполнение обета, данного им после победы у Мульвиева моста над войском Максенция 28 октября 312 года, повелел пристроить к епископской резиденции церковь. Работы начались уже в 313 году. Папа Сильвестр I основал на Латеране за Аврелиановой стеной свою резиденцию, поскольку центральная часть города с древними языческими храмами была во власти римских патрициев, враждебно настроенных к христианам. В 318 году папа освятил вновь построенную базилику в честь Христа Спасителя, в качестве символа торжества новой веры.
После изгнания пап из Рима в Авиньон дворец разрушали и грабили. В 1307 и 1361 году дворец и базилика сильно пострадали при пожаре. После возвращения папы Григория XI из Авиньона в 1377 году и начала строительства нового Апостольского дворца в Ватикане Латеранский дворец потерял своё значение. Новая (летняя) резиденция на месте старого Латерана была построена по приказу папы Сикста V в 1586 году по проекту архитектора Доменико Фонтана. Архитектурное решение дворца сходно с палаццо Фарнезе. От старинного дворца сохранились только Святая лестница (перенесена в отдельное здание) и триклиний (пиршественный зал) Папы Льва III. В этом зале можно увидеть частично сохранившиеся старинные мозаики. В 1692 году Папа Иннокентий XII организовал в части Латеранского дворца приют для сирот, которые работали на небольшой шёлковой фабрике.
В 1926 году в этом же здании по распоряжению папы Пия XI создали Миссионерский этнологический музей (Museo Missionario Etnologico). Экспозиция, включавшая предметы, собранные христианскими миссионерами со всех стран Света: Китая, Японии, Кореи, Тибета и Монголии, Африки, Америки и Океании просуществовала до 1963 года. Затем папа Павел VI перенёс её в Ватикан. В 1930 году во дворце открыли Исторический музей. В 1973 году экспозицию также перенесли в Ватикан. Папа Григорий XVI в 1844 году создал в Латеранском дворце Музей религиозного искусства и языческой культуры, который позднее получит имя Григорианского (итал. Museo Gregoriano Profano), или Музея языческих древностей. В экспозиции собраны произведения античности, найденные на территории Ватикана в начале XIX века: римские реплики греческих скульптур, статуи, рельефы, саркофаги. Среди них: статуя Софокла (римская реплика с греческого бронзового оригинала), римская реплика (с утратами) знаменитой скульптурной группы Мирона «Афина и Марсий», Нептун (римская копия с греческого оригинала IV века до н. э.), портрет Ливии, жены Августа. В 1963 году музей перенесли в Ватикан (открыт для публики в 1970 году). Папа Пий IX в 1854 году, через два года после создания Папской комиссии по Священной археологии, основал Музей христианского искусства (Museo Pio Cristiano). Музей предназначался для размещения свидетельств об истории христианских общин первых веков. В 1963 году по распоряжению Папы Иоанна XXIII Христианский музей Пия вместе с Музеем Григориано профано и Миссионерским этнологическим музеем был перенесён из Латеранского дворца в Ватикан.
В 1929 году во дворце были подписаны Латеранские соглашения — система договоров, регулирующих отношения между Папским престолом и Итальянским государством. В соответствии со статьями 13 и 15 Латеранский дворец находится на итальянской территории, но является экстерриториальной собственностью Ватикана.
С 1991 года в Латеранском дворце размещается отделение исторического музея Ватикана, а также офисы Римской епархии и апартаменты генерального викария Рима, папского наместника для ведения дел епархии.